# Мухоїд жовтий
Мухоїд жовтий (Tolmomyias flaviventris) — вид горобцеподібних птахів родини тиранових (Tyrannidae). Мешкає в Центральній і Південній Америці.

## Опис
Довжина птаха становить 12,7 см, вага 11,3 г.. Голова і верхня частина тіла оливково-зелені, крила і хвіст тьмяніші, пера на них мають жовті края. На крилах дві жовті смуги. Горло і груди золотисті, живіт тьмяно-жовтий. Навколо очей золотисті кільця, від дзьоба до очей ідуть охристі смуги. Дзьоб сплющений з боків, зверху чорний, знизу світлий. У представників підвиду T. f. aurulentus забарвлення більш тьмяне, оливкове, а у представників підвидів T. f. dissors і T. f. flaviventris яскравіше і жовтіше.

## Підвиди
Виділяють три підвиди:
- T. f. aurulentus (Todd, 1913) — східна Панама, північна і східна Колумбія, північна і центральна Венесуела, Гвіана, північна Бразилія (від Ріу-Бранку до північної Пари і Амапи), Тринідад і Тобаго;
- T. f. dissors Zimmer, JT, 1939 — південно-західна Венесуела і північно-східна Бразилія;
- T. f. flaviventris (Wied-Neuwied, 1831) — східна Бразилія (на південь від Амазонки, від Мараньяну до Мату-Гросу і Еспіріту-Санту) і східна Болівія.

Прибережний мухоїд раніше вважався конспецифічним з жовтим мухоїдом, однак був визнаний окремим видом.

## Поширення і екологія
Жовті мухоїди мешкають в Колумбії, Венесуелі, Гаяні, Французькій Гвіані, Суринамі, Бразилії, Еквадорі, Перу, Болівії та на Тринідаді і Тобаго. Вони живуть у вологих і сухих тропічних лісах, в мангрових і заболочених лісах, в саванах серрадо, в садах і на плантаціях. Зустрічаються на висоті до 1100 м над рівнем моря. Живляться комахами. Гніздо пляшкоподібне, зроблене з рослинних волокон, розміщується на дереві. В кладці 2-3 кремово-білих яйця. Інкубаційний період триває 17 днів.